# Mudiriyat al-Amn al-Amma
La Direzione Generale di Sicurezza (DGS) (in arabo مديرية الامن العامة‎?, Mudīriyyat al-Amn al-ʿĀmma) è l'agenzia di intelligence irachena.

## Storia
Viene ufficialmente annunciata dal primo ministro ad interim Iyad Allawi il 15 luglio 2004 durante una conferenza stampa, creata con lo scopo di "infiltrare e distruggere la tenace insurrezione in Iraq". Tale agenzia, come anticipato dal Washington Post in data 11 dicembre del 2003, sarebbe stata creata con il supporto della CIA.
Nel gennaio del 2004 il New York Times parla della creazione del DGS finanziato dal Governo federale degli Stati Uniti d'America, mediante l'assunzione di un numero di agenti compresi tra le cinquecento e le duemila unità.
Nel marzo del 2004 Lewis Paul Bremer annuncia la creazione di tale agenzia guidata da Muḥammad ʿAbd Allāh Muḥammad al-Shehwānī, con fondi stanziati dal Congresso degli Stati Uniti per un totale di $ 3 miliardi nell'arco di tre anni, allo scopo di finanziare operazioni della Central Intelligence Agency in Iraq e in Afghanistan.